# 公正発展党 (モロッコ)
公正発展党（こうせいはってんとう、アラビア語: حزب العدالة والتنمية、英: Justice and Development Party）は、モロッコのイスラーム主義政党。党首はアブデルイラーフ・ベン・キーラーン。
イスラーム主義を掲げているが、モロッコの青年政治組織「2月20日運動」のような急進的な体制変革は主張していない。国王に一定の権限を認めていることから、王党派の政党ともいえる。
2011年の総選挙では107議席、2016年の総選挙では125議席を獲得しいずれも第1党だったが、2021年の総選挙では13議席にとどまり大幅に議席数を減らして第8党となった。